# BESYS
BESYS (Bell Operating System) — операционная система, созданная в 1957 году компанией Bell Labs для собственных нужд своего вычислительного центра. Система BESYS должна была эффективно выполнять большое количество динамически загружаемых в неё коротких задач, используя перфокарты. Таким образом, она послужила некоторым прообразом для операционных систем с разделяемым временем исполнения задач (англ. time-sharing OS). При этом BESYS никогда не выпускалась компанией Bell Labs как законченный продукт. Хотя операционная система и использовалась в дальнейшем в различных департаментах компании, она никогда не имела должной технической поддержки.
Руководителем проекта по созданию BESYS был назначен Виктор А. Высотский. Материал и идеи, собранные во время проекта BESYS, послужили отправной точкой для проекта Multics (Multiplexed Information and Computing Service), начатого в середине 60-х годов.
Система BESYS базировалась на компьютерах IBM 7090 и IBM 7094, к которым было присоединено дополнительное оборудование для скоростной обработки перфокарт (через компьютер IBM 1401), и печати результатов на бумаге.